# Allen Dulles
Allen Welsh Dulles (AFI / ˈdʌləs/) (7 d'abril de 1893 - 29 de gener de 1969) fou un diplomàtic i advocat estatunidenc que es va convertir en el primer civil a esdevenir director de la CIA, i la persona que més temps ha romàs en el càrrec fins a la data. Com a cap de l'Agència Central d'Intel·ligència durant el primers anys de la Guerra Freda, va supervisar el Cop d'estat a Guatemala de 1954, l'Operació Ajax (enderrocament del govern electe de l'Iran), el programa Lockheed U-2 i la Invasió de Bahía de Cochinos. Després de l'assassinat de John F. Kennedy, Dulles fou un dels membres de la Comissió Warren. Entre els seus períodes de servei al govern, Dulles fou advocat corporatiu i soci de la firma Sullivan & Cromwell.

## Família
Dulles fou el germà menor de John Foster Dulles, Secretari d'Estat de Dwight Eisenhower, membre del consell de Sullivan & Cromwell i net de John W. Foster, un altre secretari d'estat dels Estats Units i germà de la diplomàtica Eleanor Lansing Dulles. El seu oncle polític Robert Lansing va ser també secretari d'estat. El seu nebot, Avery Dulles, fou cardenal de l'Església Catòlica i sacerdot jesuïta que residí i impartí classes a la Universitat de Fordham, al Bronx, a Nova York.
Allen Dulles es va graduar a la Universitat de Princeton, i el 1916 va entrar al servei diplomàtic. El seu únic fill, Allen Dulles Macy Jr., va ser ferit a la Guerra de Corea, i quedà discapacitat de forma permanent quan un fragment de morter va penetrar en el seu cervell.
El 1921, mentre es trobava a l'ambaixada dels Estats Units a Istanbul, Dulles podria haver ajudat a fer evident que els infames Protocols dels savis de Sió eren una falsificació ordida per Philip Graves, un periodista a sou del diari The Times de Londres. L'article fou reimprès a The New York Times.

## Inicis professionals
Inicialment assignat a Viena, va ser traslladat a Berna (Suïssa) juntament amb la resta del personal de l'ambaixada, poc abans que els EUA entressin a la Primera Guerra Mundial. Més tard Dulles va afirmar que li havia trucat per telèfon el llavors desconegut Vladimir Lenin, a la recerca d'una reunió amb l'ambaixada dels Estats Units, el 8 d'abril de 1917.Després de recuperar-se de la pandèmia de grip de 1918 va ser assignat a la delegació nord-americana a la Conferència de Pau de París, juntament amb el seu germà gran Foster. En el període comprès entre 1922 i 1926, va servir cinc anys com a cap de la divisió al Pròxim Orient del Departament d'Estat.
El 1926 va obtenir el títol d'advocat a la Universitat George Washington i va prendre un treball a Sullivan i Cromwell, la firma de Nova York, on el seu germà, John Foster Dulles, era soci. Es va convertir en un director del Consell de Relacions Exteriors (Council on Foreign Affairs) el 1927, el primer nou director des de la fundació del Consell el 1921. Fou secretari del Consell des de 1933 a 1944.
Durant la dècada de 1920 i principis de 1930, va exercir com a assessor legal de les delegacions sobre limitació d'armaments a la Societat de les Nacions, on va tenir l'oportunitat de reunir-se amb Adolf Hitler, Benito Mussolini, Maxim Litvinov, i els líders del Regne Unit i la Tercera República Francesa. El 1935 Dulles va tornar d'un viatge de negocis a Alemanya horroritzat pel tractament nazi als jueus alemanys i, malgrat les objeccions del seu germà, va liderar un moviment dins de la firma d'advocats Sullivan i Cromwell per tancar la seva oficina de Berlín. Com a resultat dels esforços de Dulles, l'oficina de Berlín va ser tancada i l'empresa va deixar de fer negocis a l'Alemanya nazi.
A mesura que el Partit Republicà va començar a dividir-se en faccions aïllacionistes i intervencionistes, Dulles es va convertir obertament en intervencionista, presentant-se sense èxit el 1938 a la nominació republicana al Congrés pel districte XVI de Nova York, amb una plataforma que abogava per l'enfortiment de les defenses nord-americanes. Dulles va col·laborar amb Hamilton Fish Armstrong, el director de la revista Foreign Affairs, en dos llibres: Can We Be Neutral? (1936) i Can America Stay Neutral? (1939). Dulles va ajudar alguns jueus alemanys, com el banquer Paul Kemper, a escapar-se cap als Estats Units des de l'Alemanya Nazi.
Després de l'esclat de la Segona Guerra Mundial, Dulles fou reclutat per l'Oficina de Serveis Estratègics (Office of Strategic Services) i es va traslladar a Berna (Suïssa), on va viure a Herrengasse 23 durant tota la guerra. Com a director a Suïssa de l'OSS, Dulles va treballar en la intel·ligència sobre els plans i activitats alemanyes, i va establir amplis contactes amb emigrats alemanys, figures de la resistència, i els oficials d'intel·ligència anti-nazis. Va ser assistit en les activitats de recollida d'informació per Gero von Schulze-Gaevernitz, un emigrant alemany. Dulles també va rebre informació valuosa de Fritz Kolbe, un diplomàtic alemany. Kolbe subministra documents secrets pel que fa als espies alemanys actius i plans pel que fa a l'avió de combat Messerschmitt Me 262.
Encara que Washington va prohibir Dulles d'establir compromisos ferms amb els conspiradors de l'complot del 20 de juliol de 1944 per assassinar de Hitler. Els conspiradors, però, li van donar informes sobre l'evolució d'Alemanya, incloent advertències incompletes però precises dels plans dels míssils V-1 i V-2.
Dulles va estar involucrat en l'Operació Albada, les negociacions secretes de març de 1945 per organitzar una rendició local de les forces alemanyes al nord d'Itàlia. Després de la guerra a Europa, Dulles va servir durant sis mesos com a cap de l'estació de Berlín i més tard com a cap de l'estació a Berna de l'Oficina de Serveis Estratègics. L'Oficina de Serveis Estratègics es va dissoldre a l'octubre de 1945 i les seves funcions transferides als departaments d'Estat i de Guerra.
En les eleccions presidencials de 1948, Dulles va ser, juntament amb el seu germà, assessor del candidat republicà Thomas E. Dewey. Els germans Dulles i James Forrestal van ajudar a formar l'Oficina de Coordinació de Polítiques. Durant 1949 va ser coautor de la Informe Dulles-Jackson-Correa, que era molt crític amb l'Agència Central d'Intel·ligència, que havia estat establerta per la Llei de Seguretat Nacional de 1947. En part com a resultat de l'informe, Truman va nomenar un nou director de la CIA, el tinent general Bedell Smith.